# 가곡역
가곡역(佳谷驛)은 조선민주주의인민공화국 강원도 평강군에 있는 강원선의 역이다. 경원선이 완전개통되고 나서 20년 이상이 지난 1938년에 추가 개업한 역으로, 개업 당시의 지명인 평강군 남면 가곡리를 따서 가곡역이라 명명되었다. 그러나 한국 전쟁으로 파괴된 이후 재건되지 않고 그대로 방치된 것으로 추측되는 상황이다.